# Sukkot
Sukkot (en hebreu: סֻכּוֹת) o Festa de les Cabanyelles o Festa dels Tabernacles és una de les tres grans festes de pelegrinatge del judaisme, sent les dues altres Xavuot i Péssah. Se celebra una setmana a partir del 15 de tixrí. La paraula sukkot és el plural de sukkà (סֻכּה) que significa cabana o cabanya. La Torà prescriu als israelites que per Sukkot visquin set dies en cabanes.

## Sukkota Israel i a la diàspora

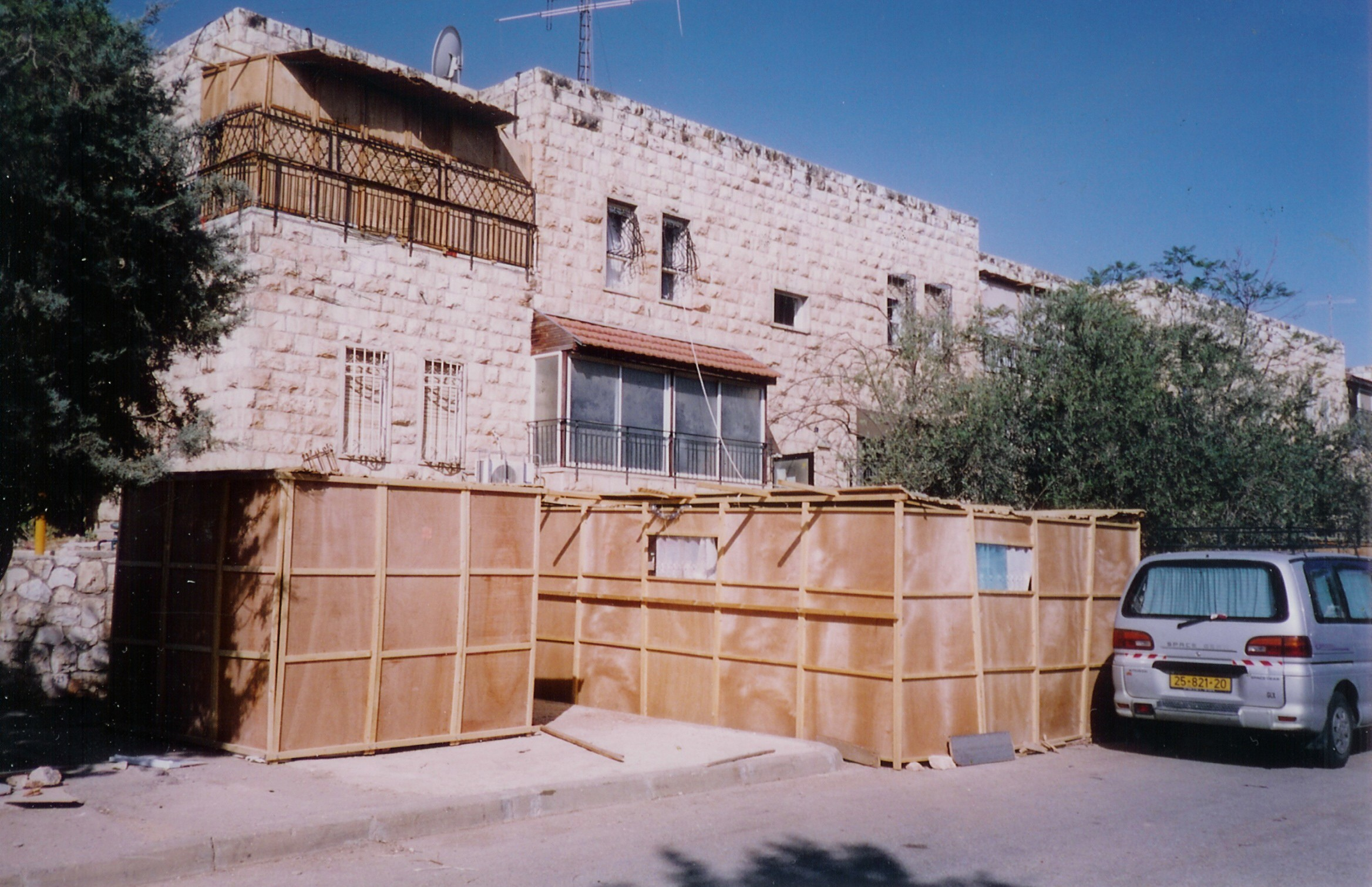
Unes sukkot a Jerusalem

La celebració de Sukkot comença el 15 de tixrí. A la diàspora, els dos primers dies són festius (el 15 i el 16) mentre que a Israel ho és només el primer. El vuitè dia (dia de conclusió), anomenat Xeminí Atséret, és també dia de festa tant a Israel com a la diàspora. A Israel, però, se celebra Simhat Torà alhora que Xeminí Atséret, mentre que a la diàspora, Simhat Torà se celebra l'endemà de Xeminí Atséret, ço és el novè dia.
La construcció de la sukkà comença després de Yom Kippur al jardí, al balcó o en qualsevol lloc decent a cel obert. La sukkà s'ha de construir seguint regles i proporcions establertes i el sostre n'és l'element més important.

## Sentit de la festa
La significació de la Festa de les Cabanyelles és a la vegada històrica i agrícola. La significació històrica prové del suposat èxode del poble hebreu en la seva sortida d'Egipte cap a la Terra Promesa de Canaan. Sukkot recordaria així els 40 anys durant els quals els israelites haurien viscut en tendes en el desert. Com a festa agrícola, Sukkot se celebrava com un dia d'acció de gràcies per les collites de tardor, i de forma més general pels dons de la natura per tot l'any.
| «                  | De generació en generació celebreu cada any aquesta festa de set dies dedicada al Senyor. Observeu perpètuament aquesta llei per totes les generacions. Celebreu la festa el mes setè: durant set dies heu de viure en cabanes. Vosaltres, els nascuts a Israel, viureu en cabanes, perquè els vostres descendents sàpiguen que vaig fer viure en cabanes els israelites quan els vaig fer sortir d'Egipte. Jo sóc el Senyor, el vostre Déu. | » |
| — Levític 23:41-43 | |   |

## Hoixanà Rabbà
El setè dia de Sukkot és conegut com a Hoixanà Rabbà, que significa la "Gran Súplica". Aquest dia està marcat per un servei addicional en què els fidels donen set voltes mentre sostenen branques de les Quatre espècies, recitant el Salm 118:25, amb oracions addicionals. A més, un conjunt de cinc branques de salze són colpejades a terra.

## Denominacions deSukkota la Bíblia
Els diferents noms d'aquesta festa reflecteixen la seua doble significació agrícola i històrica, així com la seua importància.
- Festa de la Collita (Hag ha-Assif, חַג הָאָסִף): Èxode 23:16 i 34:22.
- Festa dels Tabernacles o de les Cabanes (Hag ha-Sukkot, חַג הַסֻּכּוֹת): Levític 23:34, Deuteronomi 16:13
- Festa del Senyor (Hag Adonay, חַג-יְהוָה): Levític 23:39.
- La Festa (he-Hag, הֶחָג): Primer dels Reis 8:65, denominació usual entre els rabins i que mostra la importància d'aquesta festa.